# Give Me a Shake
Singles de MAX
Get My Love!
(1996) Love Is Dreaming
(1997)
Give Me a Shake (titré : Give me a Shake) est le sixième single du groupe MAX.

## Présentation
Le single, produit par Max Matsuura, sort le 9 avril 1997 au Japon sous le label avex trax, six mois après le précédent single du groupe Get My Love!, au format mini-CD de 8 cm de diamètre, alors la norme pour les singles dans ce pays. Il atteint la 1re place du classement des ventes de l'Oricon, et reste classé pendant dix semaines. Il restera le single le plus vendu du groupe, et le seul à se classer numéro un.
La chanson-titre est la première chanson originale interprétée par MAX ; les précédentes, parues sur ses cinq premiers singles et sur son album Maximum, étaient en effet des reprises de titres eurobeat européens. Elle est utilisée comme générique du deuxième film du groupe, Ladie's MAX : Give me a Shake, et comme thème musical dans une publicité. Elle figurera sur le deuxième album de MAX, Maximum II qui sortira huit mois plus tard (où figure en bonus une deuxième version remixée du titre), puis sur ses compilations Maximum Collection de 1999, Precious Collection de 2002, et Complete Best de 2010 ; elle sera aussi remixée sur ses albums de remix Hyper Euro Max de 2000, Maximum Trance de 2002, et New Edition de 2008.
La chanson en "face B", Kiss to Kiss, est quant à elle à nouveau une reprise, du titre homonyme de Mako, et est utilisée comme thème musical dans une publicité pour le produit Fresh Light de la marque Feminiso. Elle ne sera pas reprise en album, mais un extrait figurera dans le mega mix de titres du groupe figurant sur le CD bonus de la première édition de la compilation Maximum Collection. Le single contient aussi les versions instrumentales des deux chansons.

## Liste des titres
| CD    | CD                                                       | CD                                               | CD    | CD | CD | CD | CD | CD | CD |
| No    | Titre                                                    | Paroles / Musique / Arrangements                 | Durée |    |    |    |    |    |    |
| ----- | -------------------------------------------------------- | ------------------------------------------------ | ----- | -- | -- | -- | -- | -- | -- |
| 1.    | Give Me a Shake (Give me a Shake)                        | Yûko Ebine / Yasuhiko Hoshino / Keiichi Ueno     | 5:27  |    |    |    |    |    |    |
| 2.    | Kiss to Kiss (KISS TO KISS)                              | Yûko Ebine / Funky Brothers / Funky Brothers     | 3:47  |    |    |    |    |    |    |
| 3.    | Give Me a Shake (Original Karaoke) (Give me a Shake ...) | (Instrumental) / Yasuhiko Hoshino / Keiichi Ueno | 5:27  |    |    |    |    |    |    |
| 4.    | Kiss to Kiss (Original Karaoke) (KISS TO KISS ...)       | (Instrumental) / Funky Brothers / Funky Brothers | 3:47  |    |    |    |    |    |    |
| 18:28 |                                                          |                                                  |       |    |    |    |    |    |    |